# Glorija (lik)
Glorija (Sestra Magdalena) je glavni ženski lik u drami Glorija Ranka Marinkovića. Drama je praizvedena 1955. godine u Hrvatskom narodnom kazalištu u Zagrebu. Prvu Gloriju odigrala je Mira Stupica, a do danas su je igrale mnoge kazališne glumice. Lik Glorije postao je jedan od najvažnijih ženskih likova hrvatske dramske literature.

## Popis glumica koje su igrale Gloriju
Kazališne predstave:
- 1955. Mira Stupica, režija: Bojan Stupica, HNK Zagreb
- 1970. Ljubica Jović, režija: Božidar Violić, GDK Gavella
- 1980. Mira Furlan, režija: Georgij Paro, Dubrovačke ljetne igre
- 1995. Anja Šovagović-Despot, režija: Petar Veček, GDK Gavella
- 2003. Bruna Bebić-Tudor, režija: Lary Zappia, HKD Teatar, Rijeka
- 2004. Olga Pakalović, režija: Božidar Violić, HNK Zagreb
- 2010. Ivana Knežević, režija: Iva Milošević, Budva Grad Teatar&Kazalište na Terazijama, Beograd
- 2011. Nataša Dangubić, režija: Saša Božić, Teatar &TD
- 2013. Helena Minić, režija: Damir Zlatar Frey, HNK Varaždin/Istarsko narodno kazalište, Pula
- 2013. Franka Klarić, režija: Zoran Mužić, HNK Šibenik, Šibenik